# Megastes romula
Megastes romula là một loài bướm đêm trong họ Crambidae.